# Get Up and Jump
«Get Up and Jump» es una canción creada por los Red Hot Chili Peppers incluida en su álbum debut de 1984, The Red Hot Chili Peppers. Es el cuarto tema del disco y el segundo sencillo que lanzó la banda. El título es acorde a la canción ya que es extremadamente rápida y llena de vida, y está considerada uno de los mejores temas del álbum por su velocidad. 
"Get Up and Jump" y "Out in L.A." fueron los dos primeros temas que los Red Hot Chili Peppers escribieron. Fueron interpretadas antes de que la banda tuviese su primer contrato para realizar una grabación y cuando sólo tocaban como acto de apertura para otras bandas, bajo el nombre de Tony Flow and the Miraculously Majestic Masters of Mayhem. 
El bajo en el tema es considerado uno de los trabajos más sofisticados de Flea.
- Datos: Q2337537